# Hàn Tương vương
Hàn Tương vương (chữ Hán: 韓襄王; trị vì: 311 TCN - 296 TCN), hay Hàn Tương Ai vương (韓襄哀王), Hàn Điệu Tương vương (韓悼襄王), tên thật là Hàn Thương (韓倉), là vị vua thứ tám của nước Hàn - chư hầu nhà Chu trong lịch sử Trung Quốc.

## Lên ngôi
Ông là con của Hàn Tuyên Huệ vương, vua thứ 7 của nước Hàn.
Năm 314 TCN, Tần Huệ Văn vương tấn công Hàn, quân Hàn bị đánh bại tại Ngạn Môn. Thái tử Thương phải cho sang Tần làm con tin để giảng hòa.
Năm 312 TCN, vua cha Hàn Tuyên Huệ vương mất. Hàn Thương trở về nước lên ngôi vua, tức là Hàn Tương vương.

## Làm vua
Sau khi lên ngôi, Hàn Tương vương sai Thượng Cận đi sứ nước Tần. Huệ Văn Hậu tố cáo Thượng Cận với Tần Vũ vương. Thượng Cận về nước nói lại với Tương vương, Tương vương lại sai Trướng Thuý đi sang Tần. Trương Thuý bất hoà với tướng Tần là Cam Mậu, nên Cam Mậu xin vua Tần đem quân đánh Hàn, để thông đường đến nhà Chu.
Năm 308 TCN, Tần Vũ vương sai Cam Mậu liên kết với nước Ngụy và nước Triệu vây thành Nghi Dương của Hàn. Nước Sở muốn cứu Hàn, đại phu của Tần là Phùng Chương lại nói với Vũ vương rằng nếu Hàn liên quân với nước Sở thì khó đánh thắng, Vũ vương bèn cắt Hán Trung cho Sở, khiến Sở Hoài vương không giúp Hàn nữa. Năm tháng sau, thấy Cam Mậu vẫn chưa hạ xong Nghi Dương, Vu Lý Tật và công tôn Thích xin Vũ vương rút quân, Vũ vương bèn triệu Cam Mậu về nước, định không đánh nữa, nhưng Cam Mậu lại khuyên vua Tần tiếp tục đánh, Tần Vũ vương bèn sai viện binh đến giúp Cam Mậu, chẳng bao lâu chiếm Nghi Dương, chém hơn 6 vạn quân Hàn, quân Tần thừa thắng kéo đến Hoàng Hà, Hàn Tương vương đành sai sứ đến tạ tội với nước Tần.
Hai nước Tây Chu và Đông Chu xảy ra chiến tranh. Hàn Tương vương muốn giúp Tây Chu. Có vị thuyết khách đi thuyết phục ông án binh, không giúp Tây Chu nữa, nên cả Tây Chu và Đông Chu đều phải lui binh.
Năm 306 TCN, Tần Chiêu Tương vương lên nối ngôi lại đánh Hàn, chiếm đất Vũ Toại. Năm 301 TCN, Tần Chiêu Tương vương lại đánh chiếm đất Nhương của nước Hàn. Hàn Tương vương buộc phải thần phục nước Tần, cùng Tần đánh Sở, đánh bại tướng Sở là Đường Muội năm 300 TCN.
Năm 299 TCN, thái tử Hàn Anh qua đời. Quân Sở đang vây đất Ung Thị nước Hàn. Hàn Tương vương xin Đông Chu trợ giúp binh khí và lương thực để đánh Sở. Tô Đại bèn đi thuyết phục tướng quốc nước Hàn là Hàn Công Thúc không nên đòi binh khí và lương thực của Đông Chu; đồng thời Tô Đại còn thuyết phục nước Hàn nên tặng đất Cao Đô cho Đông Chu, để nước Tần giận Chu mà không thân Chu nữa. Hàn công Thúc nghe theo, bèn cắt Cao Đô cho Đông Chu.
Ngôi thái tử bỏ trống, hai con thứ của Hàn Tương vương là công tử Cao và công tử Kỷ Sắt tranh ngôi thái tử. Lúc đó công tử Kỷ Sắt đang ở nước Sở, gặp lúc quân Sở đang vây đất Ung Thị nước Hàn. Hàn Tương vương cầu cứu Tần. Tần sai Công Tôn Muội đi cứu Hàn. Quân Sở phải giải vây Ung Thị rút lui, vua Sở không cho công tử Kỷ Sắt về Hàn nữa. Hàn Tương vương bèn lập công tử Cao làm thái tử.
Sau đó Hàn Tương vương theo kế hợp tung, giao hảo với Tề và Ngụy, cùng nhau liên minh chống Tần. Năm 298 TCN, 3 nước hợp vinh đánh Tần dưới sự chỉ huy của Mạnh Thường quân nước Tề. Liên quân 3 nước cùng tiến đến ải Hàm Cốc, thu được thắng lợi. Sang năm 297 TCN, quân 3 nước lại đánh bại quân Tần.
Đến năm 296 TCN, Mạnh Thường quân lại chỉ huy liên quân đánh tới cửa Hàm Cốc lần thứ 2, chiếm được thành Diêm Thị. Tần Chiêu Tương vương sau nhiều thất bại liên tiếp phải cầu hòa, trả lại đất Phong Lăng cho nước Ngụy và đất Vũ Toại cho nước Hàn.
Năm 296 TCN, Hàn Tương vương mất. Con ông là Hàn Ly vương nối ngôi.